# Día de Zamora

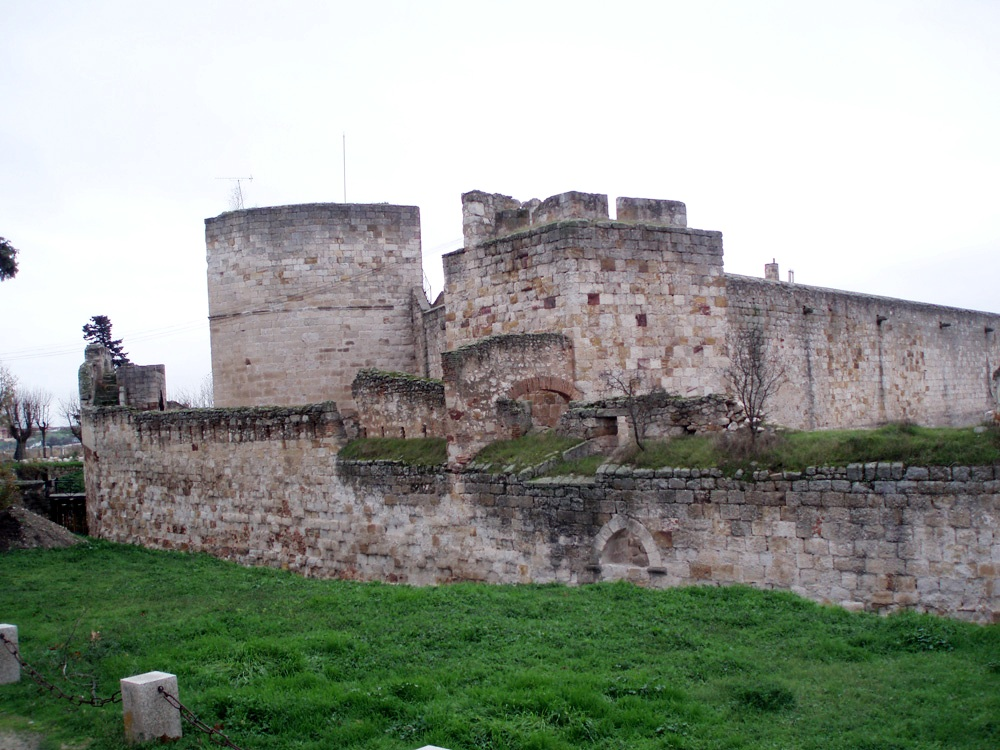
Murallas del castillo de Zamora

Se denomina Día de Zamora (conocida también como la Jornada del Foso de Zamora) a una batalla que tuvo lugar en la ciudad de Zamora (España) el 10 de julio del 901. El enfrentamiento se produce entre las tropas cristianas de Alfonso III y las musulmanas de Ahmed-ben-Moavia (llamado asimismo Abul Kassin). Las tropas asaltantes de Ahmed-ben-Moavia rodean la ciudad y se produce un asalto ante las murallas de Zamora. La batalla dura cuatro días, con éxito de las tropas cristianas. La cantidad de muertos y heridos en ambos lados fue tan grande que en las crónicas árabes de la época se denomina a la batalla como día de Zamora. Tras la victoria se narra cómo se cortaron las cabezas de los caudillos musulmanes y se colgaron en las almenas de los muros defensivos de la ciudad, quedando en la actualidad los posibles testimonios en la fachada sur de la catedral y en la calle Balborraz (nombrada así por existir en el pasado una Puerta de Balborraz, cuya denominación proviene del árabe bab al ras, donde Bab significa puerta y Ras cabeza). Entre los narradores hispanomusulmanes de esta batalla se encuentra Ibn Hayyan a partir de las narraciones de Ahmad ibn Muhammad al-Razi. El ataque a Zamora se produce por el movimiento chií, bajo la autoridad del "profeta" Ibn al-Qitt.